# Aspvedblomfluga
Aspvedblomfluga (Xylota meigeniana) är en tvåvingeart som beskrevs av Stackelberg 1964. Aspvedblomfluga ingår i släktet vedblomflugor, och familjen blomflugor. Arten är reproducerande i Sverige. Inga underarter finns listade i Catalogue of Life.